# Stictopisthus panti
Stictopisthus panti är en stekelart som först beskrevs av Rao 1953.  Stictopisthus panti ingår i släktet Stictopisthus och familjen brokparasitsteklar. Inga underarter finns listade i Catalogue of Life.